# ラマー郡 (アラバマ州)
ラマー郡（英: Lamar County）は、アメリカ合衆国アラバマ州の西部に位置する郡である。2010年国勢調査での人口は14,564人であり、2000年の15,904人から8.4%減少した。郡庁所在地はバーノン市（人口2,000人）であり、同郡で人口最大の都市でもある。郡名はミシシッピ州選出のアメリカ合衆国上院議員ルシアス・クインタス・シンシナタス・ラマーに因んで名付けられた。基本的にアルコール飲料の販売が禁止されている「ドライ郡」（禁酒郡）である。

## 歴史
ラマー郡はとなった地域は1867年2月4日に、マリオン郡南部とファイエット郡西部を合わせてジョーンズ郡として設立された。郡名はファイエット郡のE・P・ジョーンズに因んで名付けられた。ジョーンズ郡は1867年11月13日に廃止され、1868年10月8日に同じ地域が再度組織化されたが、同年にコビントン郡がジョーンズ郡に改名されていたので、新郡はサンフォード郡と名付けられた。この郡名はチェロキー郡のH・C・サンフォードに因んでいた。さらに1877年2月8日、ミシシッピ州選出のアメリカ合衆国上院議員ルシアス・クインタス・シンシナタス・ラマーに因んでラマー郡と改名された。

## 地理
アメリカ合衆国国勢調査局に拠れば、郡域全面積は605.47平方マイル (1,568.2 km2)であり、このうち陸地604.85平方マイル (1,566.6 km2)、水域は0.62平方マイル (1.6 km2)で水域率は0.10%である。

### 交通

#### 主要高規格道路
- アメリカ国道278号線
- アラバマ州道17号線
- アラバマ州道18号線
- アラバマ州道96号線

#### 鉄道
- BNSF鉄道
- ラクサパリアバレー鉄道

### 隣接する郡
- マリオン郡 - 北
- ファイエット郡 - 東
- ピケンズ郡 - 南
- ラウンズ郡 (ミシシッピ州) - 南西
- モンロー郡 (ミシシッピ州) - 西

## 人口動態
以下は2000年の国勢調査による人口統計データである。
| 基礎データ - 人口: 15,904人 - 世帯数: 6,468 世帯 - 家族数: 4,715 家族 - 人口密度: 10人/km2（26人/mi2） - 住居数: 7,517軒 - 住居密度: 5軒/km2（12軒/mi2） 人種別人口構成 - 白人: 86.87% - アフリカン・アメリカン: 11.98% - ネイティブ・アメリカン: 0.11% - アジア人: 0.06% - その他の人種: 0.46% - 混血: 0.51% - ヒスパニック・ラテン系: 1.30% | 年齢別人口構成 - 18歳未満: 23.6% - 18-24歳: 8.7% - 25-44歳: 27.7% - 45-64歳: 24.1% - 65歳以上: 15.9% - 年齢の中央値: 38歳 - 性比（女性100人あたり男性の人口） - 総人口: 93.4 - 18歳以上: 90.9 世帯と家族（対世帯数） - 18歳未満の子供がいる: 31.4% - 結婚・同居している夫婦: 58.6% - 未婚・離婚・死別女性が世帯主: 10.9% - 非家族世帯: 27.1% - 単身世帯: 25.4% - 65歳以上の老人1人暮らし: 12.1% - 平均構成人数 - 世帯: 2.43人 - 家族: 2.89人 | 収入と家計 - 収入の中央値 - 世帯: 28,059米ドル - 家族: 33,050米ドル - 性別 - 男性: 30,453米ドル - 女性: 18,947米ドル - 人口1人あたり収入: 14,435米ドル - 貧困線以下 - 対人口: 16.1% - 対家族数: 13.3% - 18歳未満: 19.1% - 65歳以上: 18.6% |

## 都市と町
- ビーバートン
- デトロイト
- ハイトジー
- ケネディ
- ミルポート
- サリジェント
- バーノン - 郡庁所在地

## 初期の新聞
- 「ザ・バーノン・パイオニア」The Vernon Pioneer - （1875年-1878年）、ラマー郡で最初に発行された新聞。編集者と経営者は、ウィリアム・R・スミス、ウィリアム・R・スミス・ジュニア、マッカルー&Co.、シド・B・スミス、ドン・R・オルドリッジなどだった。
- 「ザ・バーノン・クリッパー」The Vernon Clipper - （1879年-1880年） - 編集者と経営者はアレクサンダー・コブ、後の経営者はアレックス・A・ウォール
- 「ザ・ラマー・ニューズ」The Lamar News - （1886年-1887年） - 編集者と経営者はE・J・マクナット
- 「ザ・サリジェント・ライトニング」
- 「ザ・バーノン・クーリエ」The Vernon Courier - （1886年-1890年） - 編集者と経営者はアレックス・A・ウォール、後にクーリエ出版社（編集長にR・J・ヤング、共同経営者にモリー・C・ヤング）
- 「ザ・イーグル・アイ」（1894年）
- 「ザ・ラマー・デモクラット」（1901年 - ?）
- 「ザ・ルーラル・エデュケーター」（1908年）
- 「ザ・サリジェント・ニューズ」（1942年-1952年）